# Polidor (syn Kadmosa)
Polidor (Polidoros, Polydoros; stgr. Πολύδωρος Polýdōros, łac. Polydorus) – w mitologii greckiej królewicz tebański.
Uchodził za syna Kadmosa i Harmonii, a także za brata Semele, Agaue (Agawe), Autonoe, Ino. Był mężem Nykteis, ojcem kulawego Labdakosa, dziadkiem Lajosa i pradziadkiem Edypa.
Zginął na polowaniu w chwili, gdy jego ojciec zabrał z pieczary smoka naszyjnik, zwany później naszyjnikiem Harmonii.
Imieniem królewicza została nazwana jedna z planetoid – (4708) Polydoros.